# Pxenítxne (Pervomàiske)
|  | Per a altres significats, vegeu «Pxenítxne». |

Pxenítxne (en (ucraïnès): Пшеничне, en rus: Пшеничное, Pxenítxnoie) és un poble de la República Autònoma de Crimea a Ucraïna, que el 2014 tenia 428 habitants. Pertany al districte rural de Pervomàiske.